# Гиппобот
Гиппобот (др.-греч. Ἱππόβοτος) — древнегреческий писатель, логограф III — II вв. до н. э. Его произведения часто цитировал писатель Диоген Лаэртский.
Он писал о различных философских школах (греч. Περὶ Αἱρέσεων) и составил перечень философов (греч. Τῶν Φιλοσόφων Ἀναγραφή). К Семи мудрецам он отнес Эпихарма, Пифагора, Кратета Фиванского, Менедема. Также его работы содержат перечень учеников Зенона и Тимона. По Диогену Лаэртскому, Гиппобот принципиально отказался писать о школе циников, элеатов и диалектических школах.